# سرژ باگه
سرژ باگه (انگلیسی: Serge Baguet; ۱۸ اوت ۱۹۶۹ –  ۹ فوریهٔ ۲۰۱۷) دوچرخه‌سوار اهل بلژیک بود.